# İnallı, Acıgöl
İnallı là một thị trấn thuộc huyện Acıgöl, tỉnh Nevşehir, Thổ Nhĩ Kỳ. Dân số thời điểm năm 2011 là 1.264 người.